# The Lodge in the Wilderness
Pour plus de détails, voir Fiche technique et Distribution.
The Lodge in the Wilderness est un film muet américain réalisé par Henry McCarty, sorti en 1926.

## Synopsis
Jim Wallace, un jeune ingénieur, est engagé par Hammond, gestionnaire d'un domaine dans le Nord-Ouest, pour construire des canaux pour un camp de bûcherons, mais Donovan, le surintendant, ne l'aime pas et place de nombreux obstacles sur son chemin. Quand Hammond demande en mariage Virginia Coulson, propriétaire du domaine, elle refuse en faveur de Jim. Plus tard, lorsque Donovan est retrouvé assassiné, les soupçons portent sur Jim, qui est reconnu coupable et condamné à la prison à vie. Hammond obtient des preuves sur le meurtrier, Goofus, et prévoit de l'utiliser pour forcer Virginia à l'épouser. Goofus blesse Hammond et, voyant qu'il ne l'a pas tué, déclenche un incendie de forêt. Jim, qui s'est évadé de prison avec l'aide de son ami Buddy, sauve Virginia d'une cabane en flammes. Goofus avoue le meurtre et Jim est libéré.

## Fiche technique
- Titre original : The Lodge in the Wilderness
- Réalisation : Henry McCarty
- Scénario : Wyndham Gittens, d'après la nouvelle The Lodge in the Wilderness de Gilbert Parker
- Photographie : Jack MacKenzie
- Société de production : Tiffany Productions
- Société de distribution : Tiffany Productions
- Pays d'origine :  États-Unis
- Langue originale : anglais
- Format : Noir et blanc — 35 mm — 1,37:1 — Film muet
- Genre : drame
- Durée : 6 bobines
- Dates de sortie : États-Unis : 11 juillet 1926

## Distribution
- Anita Stewart : Virginia Coulson
- Edmund Burns : Jim Wallace
- Duane Thompson : Dot Marshall
- Larry Steers : John Hammond
- Victor Potel : Goofus
- Eddie Lyons : Buddy O'Brien
- James Farley : Bill Duncan